# Гидростроитель (Братск)
Гидростроитель — микрорайон города Братска в Иркутской области  России. Фигурирует как бывший посёлок городского типа .

## География
Расположен на правом берегу реки Ангара. Примыкает к микрорайону Осиновка.

## История

#### Основание и ранняя история (1955—1973)
- 1955: Основание посёлка Правый берег как временной производственной базы для строительства плотины Братской ГЭС.
- 1961: Переименование посёлка в Гидростроитель в честь его строителей.
- 1955—1973: Быстрый рост посёлка, застройка деревянными домами барачного и квартирного типа, а также возведение обширного массива индивидуальной застройки.

#### В составе Падунского городского района (1973 — настоящее время)
- 27 декабря 1973 года: Образование Падунского городского района, в который вошли посёлки Падун, Энергетик, Гидростроитель и Братское море.
- Современный статус: Гидростроитель является одним из микрорайонов Правобережного района Братска, сохранившим атмосферу «старого» Братска, ставшим при этом районом с развитой инфраструктурой.[1].

### Часовой пояс
Микрорайон Гидростроитель, как и вся Иркутская область, находится в часовой зоне МСК+5. Смещение применяемого времени относительно UTC составляет +8:00.

## Улицы микрорайона
В состав жилого района Гидростроитель входят сто две улицы и пять дополнительных территорий (гск, снт, лагери отдыха и т. п.) из них стоит отметить следующие улицы:

- 3 основные:
  - Байкальская
  - Гайнулина
  - Енисейская (самая длинная улица в Братске)
- 10 перпендикулярных, названных в честь писателей:
  - Горького
  - Грибоедова
  - Лермонтова
  - Маяковского
  - Некрасова
  - Островского
  - Пушкина
  - Радищева
  - Тургенева
  - Чехова

## Инфраструктура
ЗАО «Системы Теплообеспечения»